# PGA Tour 96
 (novembre 2018).
Si vous disposez d'ouvrages ou d'articles de référence ou si vous connaissez des sites web de qualité traitant du thème abordé ici, merci de compléter l'article en donnant les références utiles à sa vérifiabilité et en les liant à la section « Notes et références ».
PGA Tour 96 est un jeu vidéo de golf sorti en 1995 sur Mega Drive, Super Nintendo, PlayStation, Game Boy et Game Gear. Le jeu a été développé par NuFX puis édité par EA Sports.